# 제르다프 국립공원
제르다프 국립공원(세르비아어: Национални парк Ђердап / Nacionalni park Đerdap 나치오날니 파르크 제르다프)은 골루바츠 요새(세르비아어: Голубачки град / Golubački grad 골루바치키 그라드)에서 다뉴브강의 오른쪽 강기슭을 따라 세르비아 노비시프 인근 댐까지 이어지는 세르비아의 국립공원이다. 1974년에 설치되었으며 크기는 63,786.5 헥타르에 이른다. 공원 관리 사무소는 도니밀라노바츠에 있다. 강 건너편은 루마니아의 파르쿨 나투랄 포르칠레 데 피에르이다.
2020년 7월에 제르다프 국립공원의 넓은 영역이 세르비아에 있는 보호구역 중에 처음으로 유네스코 세계 지질공원으로 지정되었다. 철문 협곡 외에도, 지정된 지질공원은 미로치산과 쿠차이산의  통가리로 산괴 일부를 포함하며, 총넓이는 1,330 km2 (510 mi2)이다.

## 지리

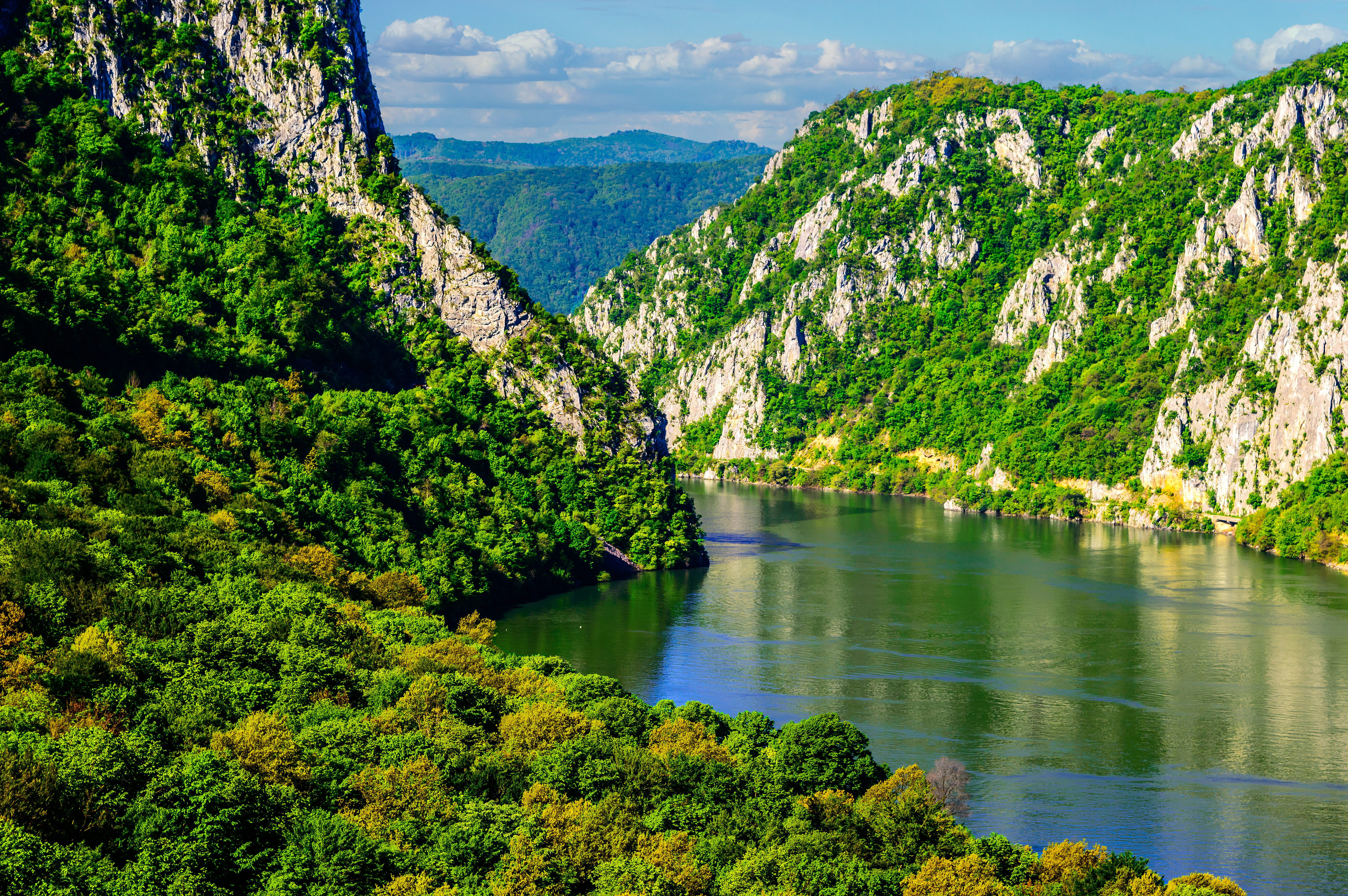
제르다프 국립공원

제르다프 국립공원이 가진 자연미의 주요 특징과 매력은 카르파티아산맥의 남쪽 산능선을 따라 있는, 유명한 철문으로도 알려진 제르다프 협곡으로, 옛 유고슬라비아에서 가장 길고 거대한 강물의 축적이 있던 곳이었다.
대략 100 km (62 mi) 길이(골루바츠에서 테키야)인 제르다프 협곡은 서로 떨어져 있는, 네 개의 협곡(고르냐클리수라 협곡(Gornja klisura), 고스포진비르 협곡(Gospođin vir), 벨리키카잔 협곡(Veliki kazan), 말리카잔 협곡(Mali kazan), 십스카클리수라 협곡(Sipska klisura))들이 합쳐진 하곡이다. 고스포진비르 협곡(Gospođin vir)은 강수심이 (82 m (269 ft))로, 세계에서 가장 깊은 강 중 하나로 확인되었다. 벨리키카잔(Veliki Kazan)의 계곡 절벽은 높이가 대략 300 m (980 ft)이고, 이곳의 강바닥은 너비가 150 m (490 ft)로 줄어든다.
지형은 여러 동굴과 갱, 협곡, 구덩이, 샘천(미로치산의 블레데리야에 있는 카르스트 용천), 호수 등을 갖춘 산악 지형이다. 카잡 협곡 위에 있는 미로치산의 Veliki štrbac과 Mali štrbac 같은 훌륭한 천연 전망대가 존재하기도 한다. 전경에는 세르비아의 델리 요반산과 벨리키 크르시산, 루마니아의 카르파티아산맥 등이 있다. 그레벤(Greben)의 전망대 지점은 1900년에 부다페스트에서 열린 지질학 학회에서 요반 조비치가 ‘발칸반도에서 가장 아름다운 언덕’이라 부른바 있다. 다뉴브의 또다른 아름다운 지형은 Kapetan Mišin breg 언덕이다. 제르답 협곡은 유럽에서 가장 긴 직선형 협곡이다.

### 블레데리야
블레데리야강은 Topla Bara 지점 아래인 해발 389 m (1,276 ft) 높이에 있는 카르스트 용천 두 개에서 발원한다. 이 용천은 서로 5 m (16 ft) 거리싹 떨어져 있고 한 곳은 수온이 대략 8 °C (46 °F)인 반면에, 다른 한 곳은 변함없이 17 °C (63 °F)이다. 블레데리야는 높이 8 m (26 ft)의 블레데리야 폭포가 만들어지기 전에 빽빽히 숲으로 뒤덮인 지역에 계단폭포들을 형성했다. 평균 유량은 크게 바뀌며 재앙적이었던 2014년 남동유럽 홍수 당시에, 블레데리야강은 저지대를 침수시켜서 대단한 피해를 야기했다. 폭포 뒤에 있는 몇몇 동굴들과 옛 중세 마을 위치에 있는 전망대 등이 있다.

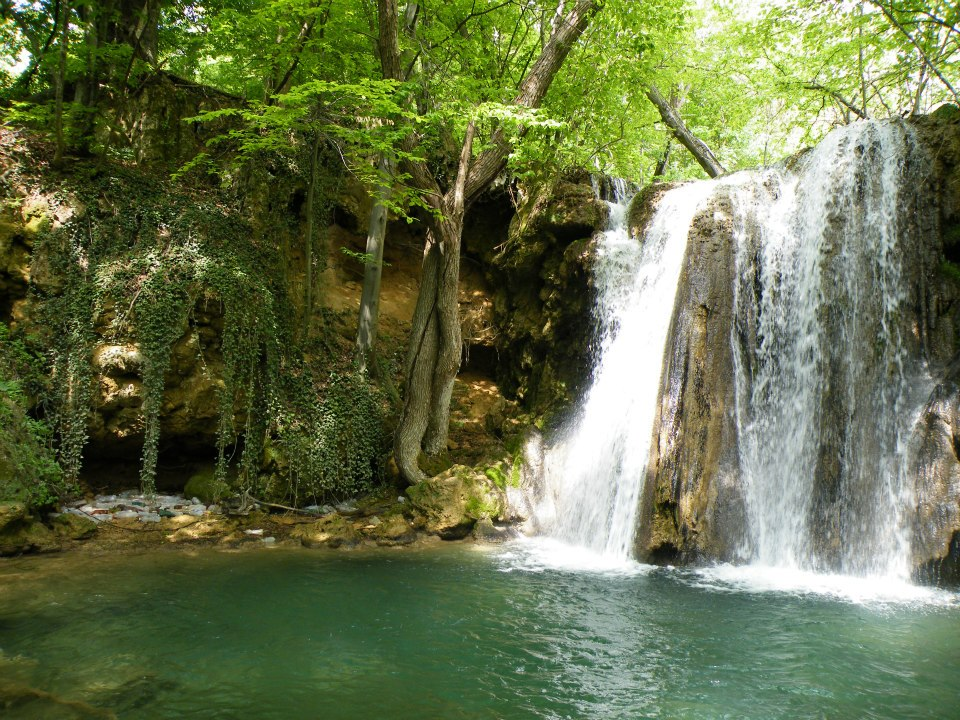
블레데리야

블레데리야의 폭포는 가장 가까운 마을인 레카에서 4km, 브르자 팔랑카에서 12km, 클라도보에서 31Km 거리에 있다. 이 지역 전설에 따르면, 물의 요정들이 이 폭포 아래에서 멱을 감는다고 한다. 블레데리야의 하곡은 뛰어난 품질의 꿀 생산으로도 유명하다. 주변 지역은 야생동물, 그중에서도 사슴과 멧돼지가 번성하며, 인접한 Vratna와 Ploče은 사냥 금지 구역이다.
블레데리야강은 남동쪽 방향으로 계속 흘러 Sokolovica와 Suvaja 강을 만난다. Ravna reka강에서 만난 다음에 계속해서 다뉴브강으로 향한다. 블레데리야 지역은 현재 숲으로 빽빽히 뒤덮여 있고 인구도 거의 없지만, 로마 시대에는, 군단병들이 이 계곡 일대에 오늘날 도시 Donji Milanovac와 Brza Palanka가 있늠 지점 간의 지름길로써, 도로를 건설하였다. 이 도로는 트라야누스 황제가 철문 협곡 그 자체를 가로질러서 가는 도로를 만들 때까지 로마군에 사용되었다.

## 명칭
제르다프와 과거의 세르비아어 명칭인 Demir-kapija 두 개 모두 터키어에서 기원했다. Demir-kapija는 '철문' (demirkapı)을 의미하고 다른 대부분의 언어에서도 Demir-kapija에 대한 번역어를 이 협곡의 지명으로 사용한다. 제르다프(Đerdap)는 소용돌이를 의미하는 'girdap'에서 비롯했다.

## 발전소
제르다프 국립공원은 풍부하고 다양한 동물군과 특히 식물군, 매력적인 환경과 경관, 문화적 및 역사적 기념물, 철문 제1 수력 발전소(제르다프 발전소라고도 함)의 건설로 형성된 253 km2 (98 mi2) 크기의 세르비아에서 제일 큰 호수인 제르답 인공 호수를 포함한 인간들이 만들어낸 관광지까지 일련의 중요한 요소들로 가득하다. 관계자에 따르면 건설 당시에 세계에서 네 번째 규모였던 제1 발전소는 1972년에 루마니아와 유고슬라비아의 대형 합작 프로젝트였다. 발전소는 인접한 도시 클라도보의 많은 사람들을 고용하고 있다. 제르다프 발전소의 발전량은 1980년대에 시간당 7 테라 와트가 넘었다. 철문 제2 수력 발전소 (혹은 제르다프 제2 수력 발전소,  1977–84)라는 두 번째 발전소와 인접한 92 km2 (36 mi2) 크기의 인접한 제2 제르다프 호수 건설로 인하여, 본래의 발전소는 제르다프 제1 발전소로 더 잘 알려지게 되었다.
제르다프 제3 발전소 건설 계획도 존재했다. 제3 발전소는 별개의 댐을 갖춘 전형적인 발전소가 아닌, 기존에 존재하는 제르다프 호수에 수력 발전을 하는 식으로 계획되었다. 양수식 수력 발전소는 Pesače 지역의 공원 구역에 있는 인접한 Donji Milanovac에 계획된바 있었다. 제3 발전소는 제르다프 제1 발전소가 건설 중이던 1960년대 말부터 계획되었다. 일부 준비 작업들이 제르다프 호수 쪽으로 향하는 Boljetinska reka의 하구의 상류 지점인 Debelo Brdo 지점에서 1970년대에 이뤄졌으나, 1970년대 말 유고슬라비아의 경제 상황 악화로 인해 취소 되고 말았고 발전소는 지어지지 못했다. 발전소의 구상은 전기 과잉 시기에만 펌프로 물을 끌어올려 68m 높이에서 588,000,000 m3 수용량을 갖춘 계획된 Pesača와 Brodica의 저장소로 흘려 보내는 방식으로 그려졌다. 건기나 겨울 때는 제르다프 제2 발전소가 고전적인 수력 발전이지만 저장된 물을 400m 높이에서 터빈으로 떨어트리는 방식만을 사용하여 운영되었을 것이다. 전체 시설과 보조 설비가 다뉴브강을 따라 설치되면, 화력 발전소처럼 육상에 짓는 것보다 저렴했을 것이고, 제르다프 제1 발전소나 코스톨라치 화력 발전소의 발점 용량의 두 배에 이르렀을 것이다. 제3 발전소는 전력 2,400 메가와트를 생산했을 것이며, 이는 세르비아의 현 전력 소비량을 충족하는 것은 물론이고 전력 수출국이 가능하게 했을 것이다. 또한, 전력 생산 방식 때문에, 제르다프 국립공원의 생태계에 부정적인 결과들을 끼치지 않았을 것이다.

## 생태계

### 식물
대략 1,100여 종의 식물들이 제르다프 국립공원에 서식한다. 이 중에는 터키개암나무, 가래나무속, 서양주목, 큰유럽피나무, 잔털참나무, 서양호랑가시나무 등의 제3기 유존종들을 포함한다. 제르다프 튤립 (Tulipa hungarica Borbás)은 급수장이 형성된 후에 멸종하였다. 발칸반도에서만 볼 수 있는 15종에는 파니치단풍나무와 삼색제비꽃, 백리향, 넓은잎김의털의 특정 종들이 있다. 또한 털기름나물 같은 카르파티아산맥의 고유종들도 있다. 국제적으로 보호받는 종들에는 생이가래, Fritillaria degeniana, 말즘, Bulbophyllum concavibasalis, 고양이풀이 있다.
국립공원 내에서 발견된 산림군집에는 57개가 있으며, 이 중에 40개는 유존종이다. 이 유존종에는 발칸너도밤나무, 동양너도밤나무, 유럽고추나무, 호두나무가 있으며, 이종들은 제3기까지 거슬러 올라가는 종들이다.

### 동물
제르다프 국립공원은 새 150종의 보금자리이기도 하다.
2018년 12월에, 달마티아 사다새 한 무리가 발전소 인근인 제르다프 호수에 내려 앉았다. 이들의 가장 가까운 서식지는 다뉴브강 삼각주이며, 1914년 이래로 제르다프 국립공원에서 발견된 적이 없었다. 사다새들은 얼마 안 있어 다시 날아갔지만, 2019년 1월에 다시 돌아왔다.

## 인간 역사

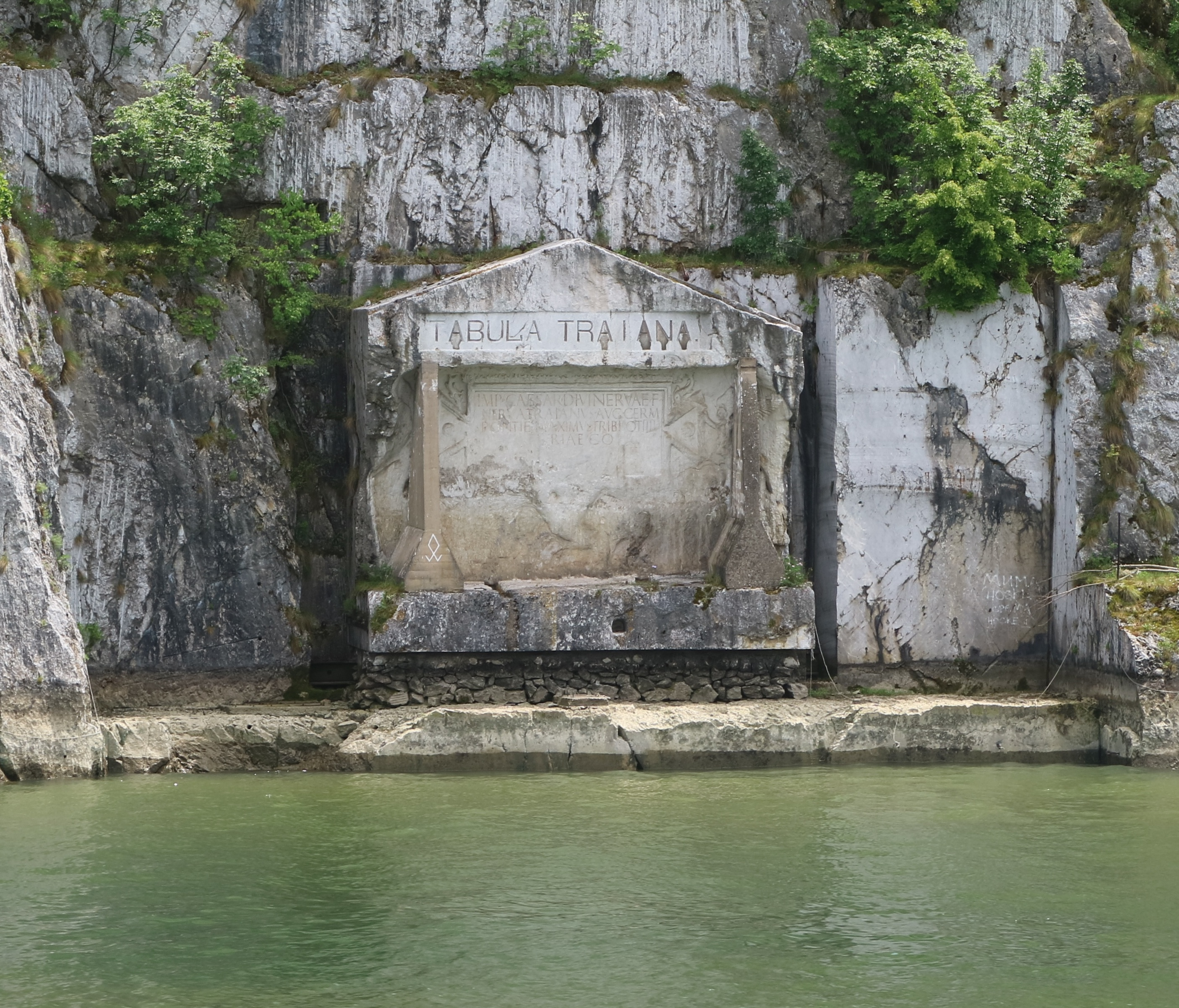
타불라 트라이아나

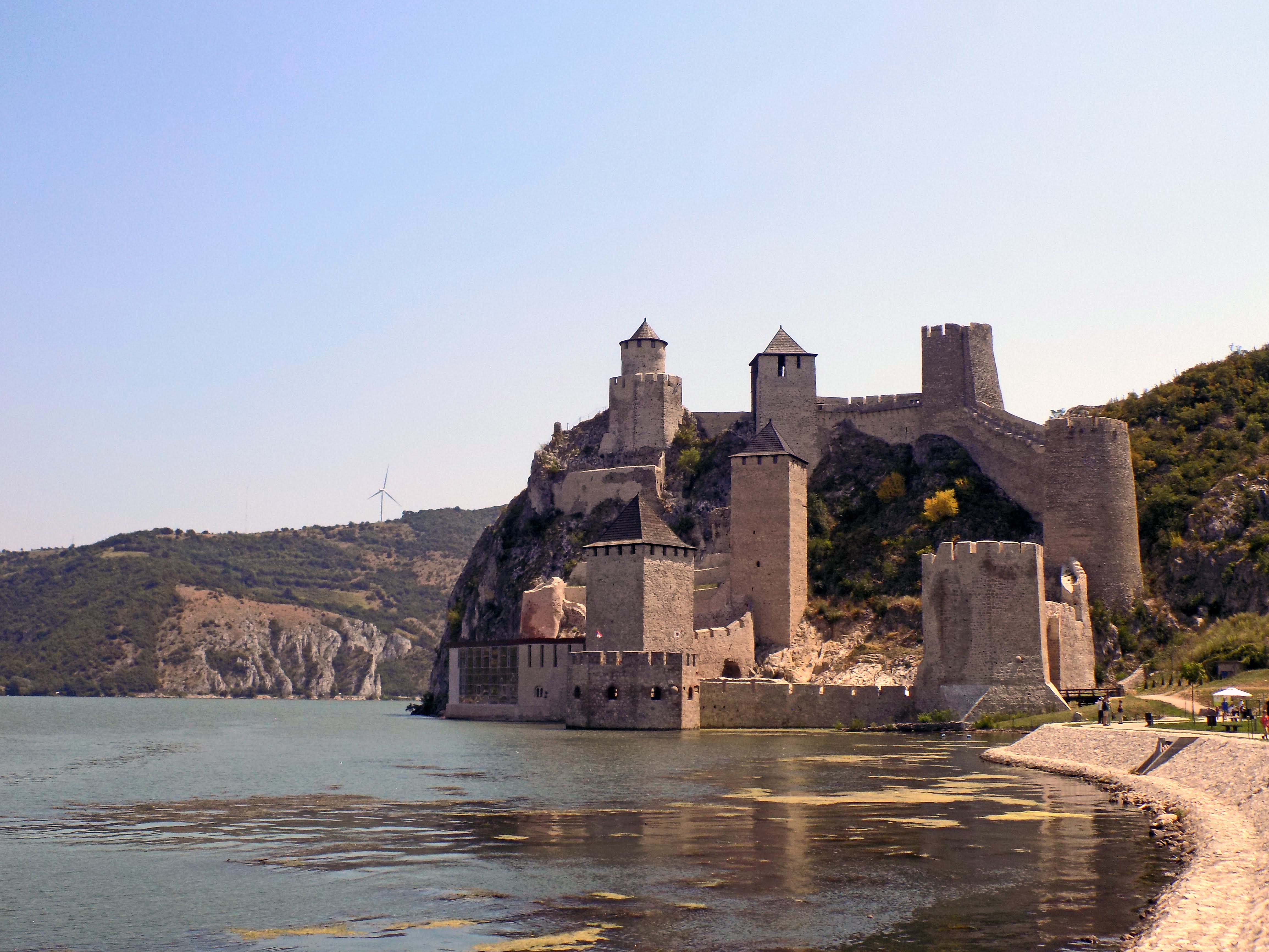
골루바츠 요새

제르다프 국립공원은 특별 보호 프로그램에 포함된 여러 자연 및 문화적 가치들이 있는 것들로 산재한다. 레펜스키 비르는 중석기와 이후 신석기 사람들의 취락과 삶의 흔적에 대해서 유례가 없는 중요성을 지닌, 11,500년 된 고고학 유적지이다. 레펜스키 비르는 드라고슬라브 스레요비치가 1967년에 발견되었으며, 1965년부터 1971년까지 중석기에서 고중세에 이르는 30곳이 넘는 유적지들이 발견되었다. 대략 기원전 800년에 이곳은 트리발리족, 다키아인, 아우타리아타이인들의 수송로 중 일부였고 로마인들은 기원전 1세기 쯤에 이곳에 도달하였다. 제르다프 공원은 로마 제국의 국경 지대였고 밀리타리스 가도의 서쪽 연장선에 있었다. 밀리타리스 가도의 일부 부분들이 현재까지도 남아있다. 로마 황제 트라야누스는 서기 105년에 그 유명한 트라야누스 다리를 건설했고, 이 다리의 교량 일부가 타불라 트라이아나처럼 오늘날까지도 남아 있다. 또한 클라도보에 로마 시대에 만들어진 디아나 요새가 있기도 하다. 모두 다 합쳐, 이 공원 내에는 문화 기념물 4개와 고고학 유적지 19곳이 있다. 주요 중세시대 기념물은  골루바츠 요새가 있으며, 이곳에서 도자기, 철기구 등 여러 유물들이 발견되었다. 요새 인근 지역에서는 하맘 및 1428년 골루바츠 공방전 중에 요새를 지키다가 전사한 폴란드인 기사 흑기사 자비사를 기리며 만들어진 음수대의 잔해가 있다.
이 지역에는 시간이 흐르면서 형성된 여러 전설들로 유명하다. 가장 유명한 전설 중에 두 가지 중 하나는 염소의 귀와 다리에, 긴 흰 턱수염을 하고 고깔모를 쓴, 악마의 얼굴을 지닌 난쟁이에 대한 것이다. 그는 다뉴브강의 소용돌이에 살고 밤에만 나타난다고 하며, 강에서 수영을 하거나 배에서 강으로 빠진 사람들을 잡아당겨 물속 깊은 곳으로 끌어들인다고 한다. 다른 하나는 거대한 큰철갑상어인 '벨루가'가 강바닥에서 사람들을 공격하러 올라온다는 전설이다.
총 인구 35,000명에 달하는 공원 지역에는 27개의 취락들이 있다.

## 보호 구역
1974년 이래로 국립공원으로 지정된 것 외에도, 제르다프는 버드라이프 인터내셔널이 지정한 Important Bird Area이며, 유럽 지질공원 후보지에 올라가 있었다.
2020년에, 제르다프는 유럽 지질공원 및 세르비아의 11번째 람사르 지역으로 지정되었다. 람사르 보호 구역에는 국립공원의 전 지역과 더불어 공원 외부에 있는 Important Bird Area 구역인 Mala Vrbica를 포함한다. 인공 호수가 조성된 뒤에 습지가 발달하게 되었는데, 이는 지하수의 수위 역시도 높이게 하여, 인근 지역의 잦은 범람을 야기하였다.

## 관광
제르다프 국립공원은 댐과 넓은 호수가 형성된 이후로 세르비아에서 여행객들이 가장 많이 찾는 장소 중 한 곳이 되었다. 이곳의 협곡과 수력발전소는 강의 하류를 따라 베오그라드 및 다른 도시들에서 접근이 가능하다. 국립공원 내 관광객들에게 휴식 및 수영 활동을 제공하고 역사 기념물 및 자연적 볼거리가 있는 호텔과 그 외 시설들이 관광 지점들이 많이 있다. 다뉴브강이 국제 기준에 따르면 상당히 오염되었으나, 이곳에서 낚시는 여전히 인기있다. 이곳의 일부 대형 메기 종들은 100 kg (220 lb)이 넘는다.